# マルマエ
株式会社マルマエは、鹿児島県出水市に本社を置く、半導体、FPD太陽電池に使用する製造装置部品の設計、製造、販売を行う企業
また、鹿児島に本社を置く企業で唯一の東証プライム上場企業。

## 沿革
- 1965年 - 鉄工所を創業
- 1988年 - マルマヱ工業有限会社に組織変更
- 2001年 - 株式会社化し、現社名となる
- 2003年 - 現在地に本店移転
- 2004年 - グリーンシート銘柄に指定
- 2006年12月26日 - 東京証券取引所マザーズ市場に上場
- 2007年 - 熊本事業所（熊本県菊池郡大津町）稼動
- 2008年 - 関東事業所（埼玉県朝霞市）稼動
- 2011年 - 熊本事業所閉鎖。事業再生ADR手続による再建を申請
- 2015年 - 事業再生ADR手続終結
- 2018年
  - 1月1日 - 市場選択により東京証券取引所第二部に市場変更[1]
  - 11月27日 - 東京証券取引所第一部に指定替え[2]